# Imitace betonu
Imitace betonu je technika povrchové úpravy. Vznikla na podzim roku 2003 na základě požadavků architektů, kteří začali používat pohledový beton. Na vznik této techniky měli vliv Ing.arch. Jan Aulík a Ing.arch. Jakub Fišer.

## Technologie
Na připravený podklad se nanese speciální cementová stěrka, kterou se vytvoří stejnoměrně hrubý podklad. Po zaschnutí, zpravidla druhý den, se na takto připravený podklad nanese vrstva cementové stěrky, která se ugletuje do požadovaného vzhledu a hladkosti. Povrch je finalizován speciálním nátěrem.